# Декларація Генерального секретаріату Української Центральної Ради 1917
Декларація Генерального секретаріату Української Центральної Ради 1917 — декларація 9 жовтня (27 вересня), яка проголошувала курс Української Центральної Ради на «здійснення суцільної автономії» України. Її поява була пов'язана з розглядом «українського питання» Демократичною нарадою 1917, після завершення роботи якої УЦР остаточно втратила надію отримати автономію від Тимчасового уряду.
Генеральний секретаріат заявляв, що віднині діятиме як виконавчий орган УЦР, але готовий до державно-правового співробітництва з вищими органами влади Російської Республіки. Для справедливого волевиявлення українського народу будуть скликані Українські Установчі збори. Головне питання, яке мають вирішити збори, – об'єднання всіх українських земель і всього українського народу в одному автономному утворенні (див. Автономія). Остаточне перетворення колишньої централістської Російської імперії на федеративну республіку мало відбутися на Всеросійських Установчих зборах.
Було вирішено сформувати найближчим часом 5 секретарств, скасованих раніше відповідно до "Тимчасової інструкції Генеральному секретаріатові Тимчасового уряду на Україні" від 4 серпня 1917 року. Передбачалося створення Вільного козацтва – національних добровільних військово-міліцейських формувань – із метою охорони правопорядку в автономній Україні. Генеральний секретаріат заявляв, що його внутрішня політика матиме соціальну спрямованість, вирішення земельного питання відбудеться в інтересах трудящого селянства.
11 жовтня (29 вересня) текст декларації був обговорений і затверджений Малою радою (див. Комітет Української Центральної Ради). Її схвалили представники всіх українських партій та національних меншин. Проти голосував лише депутат від кадетів (див. Конституційно-демократична партія). 14 (01) жовтня в газетах було опубліковано "Звернення Генерального секретаріату до українського народу", в якому повідомлялося, що УЦР та її виконавчий орган – Генеральний секретаріат – беруть на себе всю відповідальність за становище в Україні.